# Subsidiária
Uma empresa subsidiária ou filial é uma empresa controlada que integra determinado grupo empresarial. Aquela que possui ou controla a empresa subsidiária é, por alguns autores, chamada de empresa-mãe. Duas empresas subsidiárias da mesma empresa chamam-se empresas irmãs.
Em Portugal, uma subsidiária é definida legalmente como uma entidade, ainda que não constituída sob a forma de sociedade, que é controlada por uma outra entidade, designada por empresa-mãe, incluindo qualquer subsidiária da empresa-mãe de que essa empresa depende em última instância.
Uma filial tem personalidade jurídica própria e património autónomo relativamente à empresa-mãe, sendo por isso distinta de uma sucursal, que está integrada na empresa-mãe, sem personalidade jurídica própria.
Na legislação societária brasileira, existe a figura da "subsidiária integral", que, conforme o art. 251 da Lei das Sociedades por Ações, é a companhia cuja integralidade das ações (todas) pertencem a outra sociedade.

## Número de subsidiárias
Grande parte das multinacionais têm uma ou mais subsidiárias, chegando por vezes aos milhares, como no caso da Vinci, que tinha 2 689 subsidiárias em março de 2022.
| Empresa            | Número de subsidiárias |
| ------------------ | ---------------------- |
| Vinci              | 2 689                  |
| HCA Healthcare     | 2 447                  |
| WPP                | 2 153                  |
| Ventas             | 1 877                  |
| UnitedHealth Group | 1 445                  |
| Welltower          | 1 420                  |
| Tenet Healthcare   | 1 358                  |
| Blackstone         | 1 130                  |
| AES                | 1 192                  |
| Enel               | 1 098                  |